# Етиркен
Етирке́н (рос. Этыркэн) — селище у складі Верхньобуреїнського району Хабаровського краю, Росія. Адміністративний центр та єдиний населений пункт Етиркенського сільського поселення.

## Населення
Населення — 665 осіб (2010; 808 у 2002).
Національний склад (станом на 2002 рік):
- росіяни — 85 %